# Els Magraners
Els Magraners és un barri de la ciutat de Lleida. Es troba als afores de la ciutat, a prop del Polígon Industrial El Camí dels Frares i del cementiri municipal.

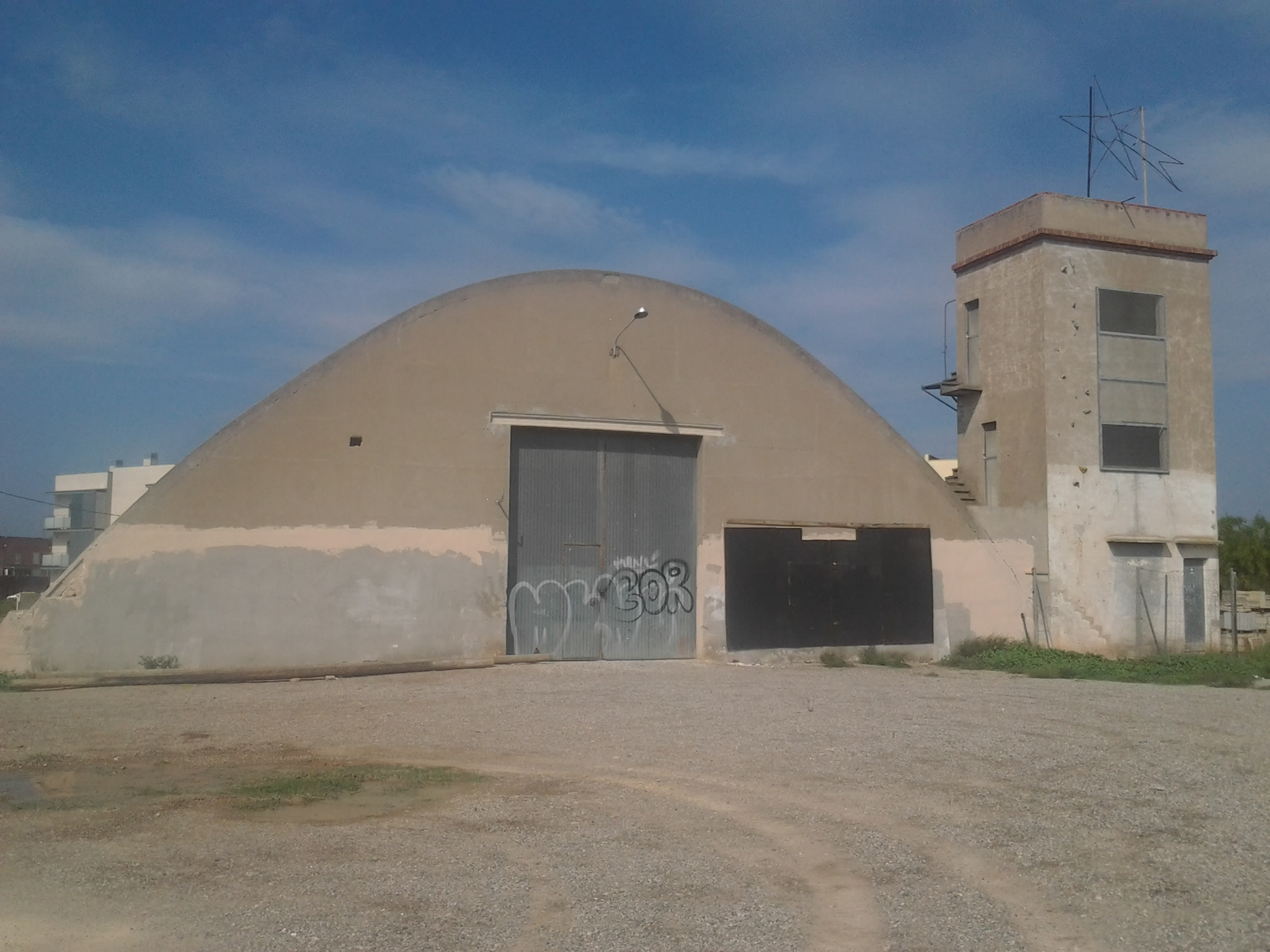
L'Hangar dels Magraners

El barri fou creat l'any 1948 per migrants andalusos sobre els terrenys de l'antic aeròdrom del Reial Aeri Club de Lleida. Durant dècades el barri sofrí greus mancances en equipaments i serveis públics. L'electricitat arribà a les cases el 1955 i fins al 1974 no es va garantir el subministrament regular d'aigua potable. En l'actualitat, el barri gaudeix de nombrosos serveis públics: centre cívic, escola i llar d'infants, piscina municipal, pavelló poliesportiu, centre de dia, consultori mèdic, llar per a la gent gran, i recentment ha reobert l'antic Cinema Goya com a centre cultural. També compta amb una diversa i rica activitat cultural i esportiva.
L'any 2017 tenia 2.694 habitants.
La Festa Major del barri se celebra entre finals d'abril i primers de maig en honor del seu patró Sant Josep Obrer (1 maig).